# Kanton Voves
Kanton Voves (francouzsky Canton de Voves) je francouzský kanton v departementu Eure-et-Loir v regionu Centre-Val de Loire. Tvoří ho 22 obcí.

## Obce kantonu
- Allonnes
- Baignolet
- Beauvilliers
- Boisville-la-Saint-Père
- Boncé
- Fains-la-Folie
- Germignonville
- Louville-la-Chenard
- Montainville
- Moutiers
- Ouarville
- Pézy
- Prasville
- Réclainville
- Rouvray-Saint-Florentin
- Theuville
- Viabon
- Villars
- Villeau
- Villeneuve-Saint-Nicolas
- Voves
- Ymonville